# ザック・ステンバーグ
ザック・ステンバーグ（Zach Staenberg, 1954年 - ）は、アメリカ合衆国の編集技師。1999年の映画『マトリックス』でアカデミー編集賞とアメリカ映画編集者協会賞を受賞。ウォシャウスキー姉妹とのコラボレーションで知られる。
アメリカ映画編集者協会のメンバーである。

## 主なフィルモグラフィ
- ポリスアカデミー Police Academy (1984)
- ボディ・ターゲット Nowhere to Run (1993)
- Gotti (1996)
- バウンド Bound (1996)
- マトリックス The Matrix (1999)
- サベイランス -監視- Antitrust (2001)
- マトリックス リローデッド The Matrix Reloaded  (2003)
- マトリックス レボリューションズ The Matrix Revolutions (2003)
- ロード・オブ・ウォー Lord of War (2005)
- モンゴル Монгол (2007)
- スピード・レーサー Speed Racer (2008)
- エンバー 失われた光の物語 City of Ember (2009)
- BUNRAKU Bunraku (2010)
- TIME/タイム In Time (2011)
- エンダーのゲーム Ender's Game (2013)
- パシフィック・リム: アップライジング Pacific Rim: Uprising (2018)